# Championnat de Montserrat de football
Le championnat de Montserrat de football (Montserrat Championship) est une compétition placée sous l'égide de la Fédération de Montserrat de football. Le football est venu sur l'île de Montserrat dans les années 1960-1970 quand un championnat et une fédération furent installées. Depuis 2016 le championnat n'est plus disputé. 

## Palmarès[1]
- 1995-1996 : Royal Montserrat Police Force
- 1996-1997 : abandonné
- 1998-1999 : Pas de championnat
- 2000 : Royal Montserrat Police Force
- 2001 : Royal Montserrat Police Force
- 2002-2003 : Royal Montserrat Police Force
- 2004 : Ideal SC
- 2016 : Royal Montserrat Police Force